# Veselíčko (Žďár nad Sázavou)
Veselíčko (německy Klein Wesseln) je vesnice, část okresního města Žďár nad Sázavou. Nachází se asi 5 km na východ od Žďáru nad Sázavou. V roce 2009 zde bylo evidováno 77 adres. V roce 2001 zde trvale žilo 193 obyvatel.
Veselíčko leží v katastrálním území Veselíčko u Žďáru nad Sázavou o rozloze 3,01 km2.
Okolo vsi prochází železniční trať Žďár nad Sázavou – Tišnov. Železniční stanice Veselíčko  (původním názvem Slavkovice) leží přímo na evropském rozvodí Labe - Dunaj; je neobsazená a dálkově ovládaná z Nového Města na Moravě. Katastrálním územím prochází silnice první třídy č. I/19.

## Pamětihodnosti
- Orchestrion na Veselíčku